# Didactique générale
La didactique générale est une branche de la pédagogie qui étudie les principes et les méthodes de l'enseignement, indépendamment des disciplines spécifiques. Elle se concentre sur les interactions entre l'enseignant, l'apprenant et le contenu, et sur la manière d'organiser efficacement l'apprentissage.

## Définition
La didactique générale vise à élaborer des modèles et des outils applicables à toutes les disciplines pour améliorer l'enseignement et l'apprentissage. Contrairement à la didactique disciplinaire, elle n'est pas centrée sur une matière spécifique, mais cherche à établir des principes universels.

## Origines et développement
Les fondements de la didactique générale remontent à des théoriciens tels que Jean Piaget, qui a exploré le développement cognitif, et Lev Vygotski, connu pour sa théorie socioculturelle de l'apprentissage.
D'autres contributions notables incluent celles de Maria Montessori, qui a mis en avant l'importance d'un environnement adapté pour l'apprentissage.

## Principes fondamentaux
Les principaux concepts de la didactique générale incluent :
- Le triangle didactique : une relation dynamique entre l'enseignant, l'apprenant et le savoir[5].
- La différenciation pédagogique : l'adaptation des méthodes d'enseignement aux besoins individuels des apprenants[6].
- L'évaluation formative : un outil pour guider l'apprentissage en fournissant un retour d'information constructif[7].

## Applications
La didactique générale s'applique à :
- La formation des enseignants[8].
- La conception et la mise en œuvre de programmes éducatifs[9].
- L'analyse des pratiques pédagogiques[10].

## Critiques et débats
Certaines critiques portent sur l'universalité des principes de la didactique générale, soulignant l'importance du contexte culturel et disciplinaire dans l'enseignement.